# Zdymadlo a vodní elektrárna Lysá nad Labem
Zdymadlo a vodní elektrárna Lysá nad Labem je vodní dopravní stavba na Labi, které je ve správě státního podniku Povodí Labe. Přestože je pojmenováno po městu Lysá nad Labem, nalézá se po směně pozemků na území obce Přerov nad Labem. Jmenovitá poloha plavební komory je na říčním kilometru 875,05 (podle původní kilometráže od Mělníka řkm 40,663). V roce 2006 prošla tato plavební komora rekonstrukcí, která byla financována ze zdrojů Evropské unie. U pravého břehu řeky, již na území Lysé nad Labem, je od roku 1948 v provozu malá vodní elektrárna.

## Historie

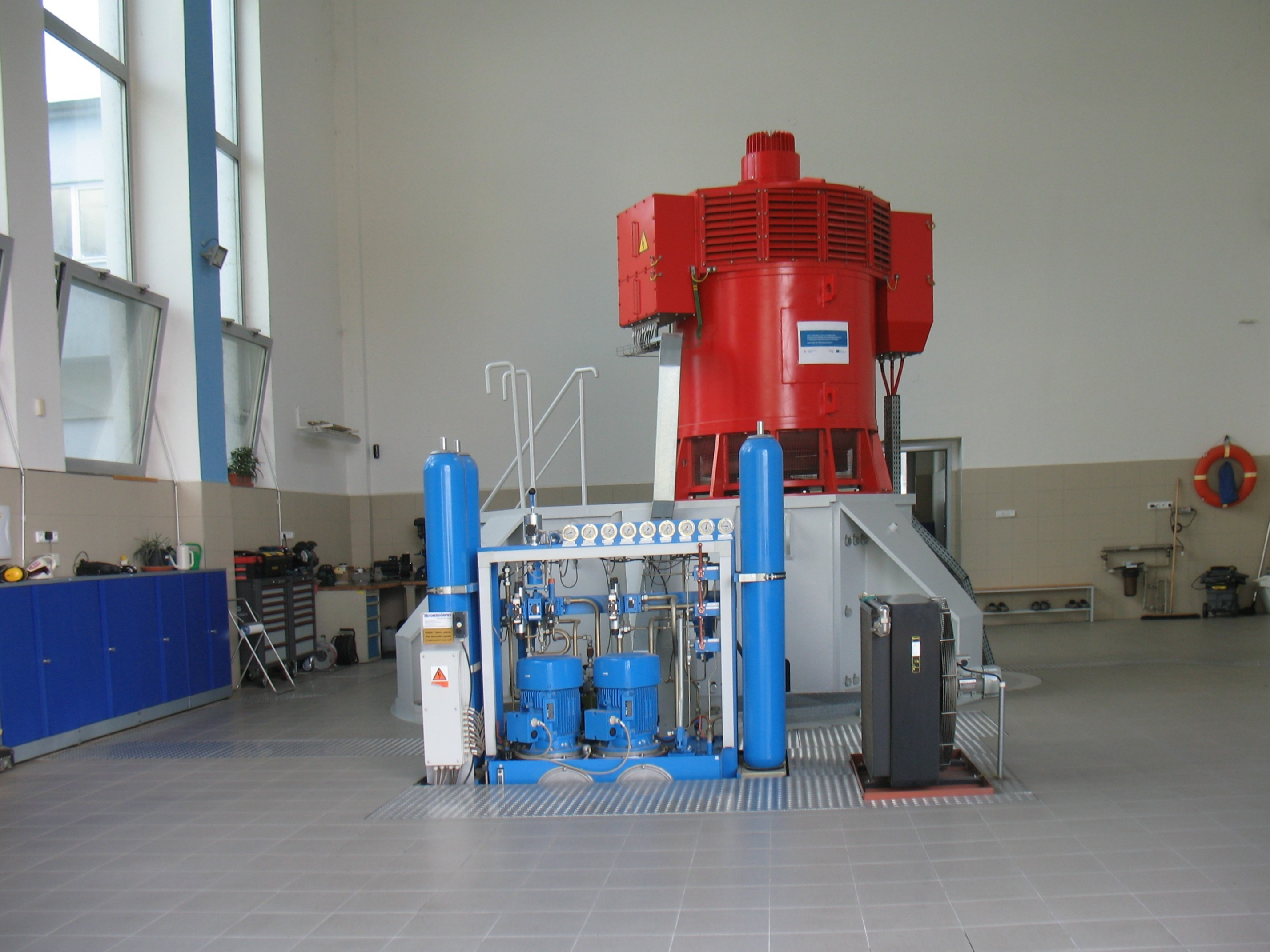
Zařízení malé vodní elektrárny

Zdymadlo bylo postaveno v rámci regulace říčního toku Labe v letech 1931–1935. V roce 1939 byly zahájeny práce na doplnění zdymadla o malou vodní elektrárnu, kvůli druhé světové válce však došlo k přerušení prací a stavba byla dokončena až o 9 let později v červenci 1948.

## Jednotlivé části

### Jez
Pohyblivý stavidlový jez sestává ze tří přelivných polí o šířce 23 m. Celková hrazená výška je 4,6 m. Jezová pole jsou oddělena pilíři o šířce 3,6 m a délce 20 m.

### Rybí přechod

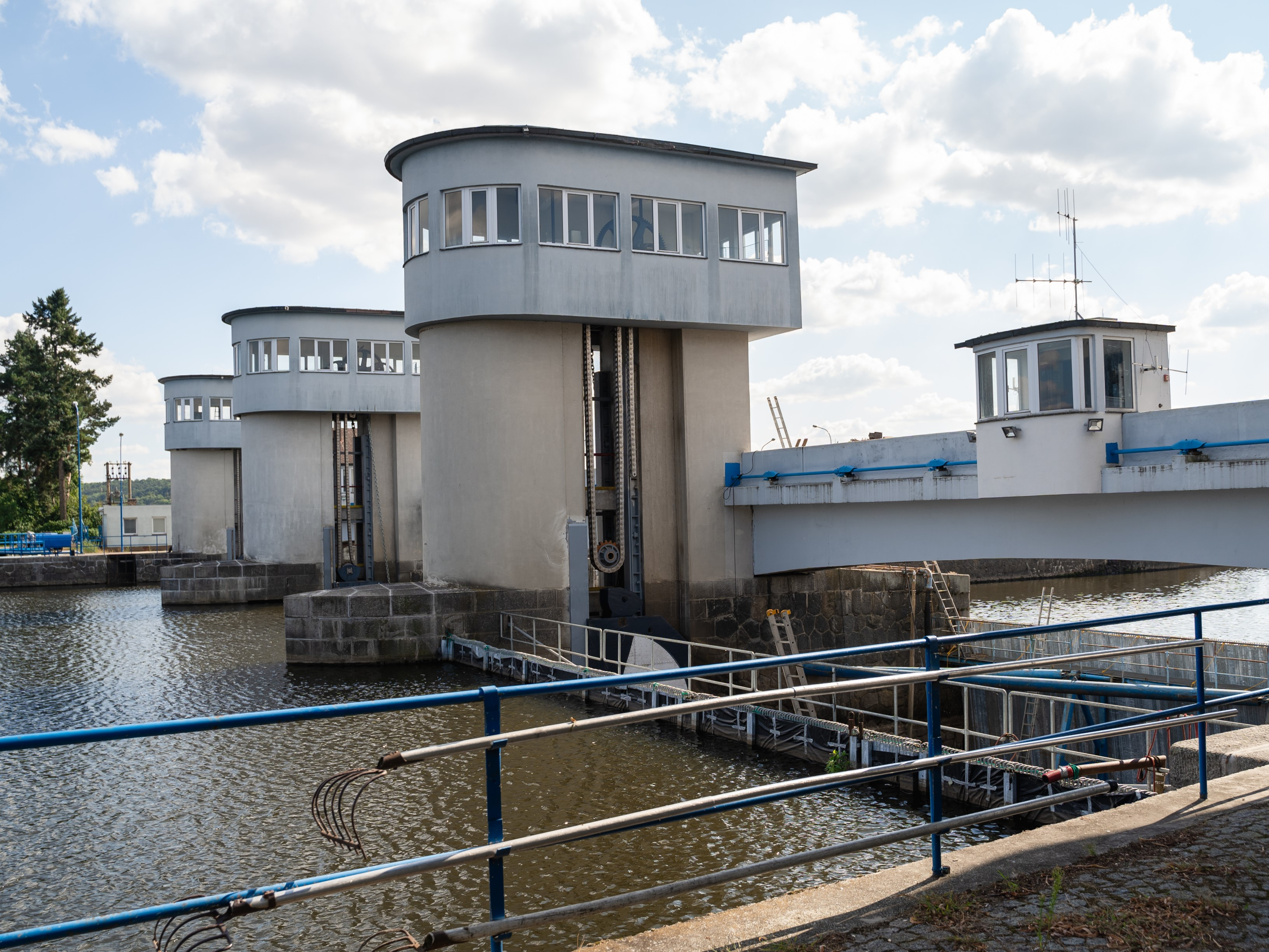
Pohled z pravého břehu Labe

Rybí přechod má šířku 1,2 m a nachází se v levém jezovém pilíři a v pravé zdi plavební komory.

### Malá vodní elektrárna
Malá vodní elektrárna se nachází u pravého břehu řeky Labe. Je osazena Kaplanovou turbínou s vertikální osou o výkonu 1,2 MW při hltnosti 53 m³/s a spádu 2,84 m. Minimální spád, nezbytný pro provoz turbíny, je 0,6 m.  V dokumentaci Energetického regulačního úřadu je celkový instalovaný výkon elektrárny, provozované společností PREDAX FINANCE s. r. o., uváděn ve výši 1,7 MW.

### Plavební komora
Plavební komora je jednolodní a její užitný rozměr je 85×12×3 metry. Komora je situována u levého říčního břehu. Ovládání vrat a vertikálních stavidel je hydraulické.

## Zajímavosti
Téměř osmdesát let po regulaci Labe ve 30. letech 20. století nedošlo k úpravě hranic obce Přerov nad Labem a města Lysá nad Labem. Až do roku 2015 bylo možno z katastrální mapy zjistit tvar toku neregulované řeky. Po divoké řece zbyla v krajině řada pozůstatků - viz např. Hrbáčkovy tůně, Babinecká tůň nebo Budečská hráz. Od směny pozemků obou obcí je plavební komora a jez na území Přerova nad Labem, zatímco objekt malé vodní elektrárny s přilehlými budovami na břehu je na území Lysé nad Labem, jak potvrzuje i záznam v katastru nemovitostí.